# Trichomasthus frontalis
Trichomasthus frontalis är en stekelart som beskrevs av Shah Mashood Alam 1957. Trichomasthus frontalis ingår i släktet Trichomasthus och familjen sköldlussteklar. Arten är reproducerande i Sverige. Inga underarter finns listade i Catalogue of Life.